# Norra distriktet (TV-serie)
Norra distriktet (finska: Pohjoisen tähti) är en finsk TV-serie producerad av Yle som hade premiär den 7 mars 2023 och hade svensk premiär på SVT Play den 14 april 2023. Serien består av åtta avsnitt. Den är regisserad av Teppo Airaksinen och skriven av Timo Varpio. Den finlandssvenska boxaren Eva Wahlström var dessutom boxingkonsult under produktionen. Serien spelades in i Rovaniemi i Finland. Brotten som skildras i serien baserar sig på verkliga händelser men har anpassats för TV.

## Handling
Serien kretsar kring polisen Maria Pudas (Saara Kotkaniemi) som bor i Lappland och löser brott tillsammans med sin partner Samu (Karim Rapatti). Pudas är gift med Essi (Iina Kuustonen) och tillsammans har de två barn, Sofia (Stella Leppikorpi) och Leo (Mihku Köngäs). Pudas är före detta världsmästare i boxning och hennes familjesituation tvingar henne tillbaka till boxningsringen.

## Medverkande i urval
- Saara Kotkaniemi – Maria Pudas
- Karim Rapatti – Samu
- Iina Kuustonen – Essi
- Stella Leppikorpi – Sofia
- Mihku Köngäs – Leo
- Eero Saarinen – Esko
- Katariina Kaitue – Anna-Liisa
- Heikki Ranta – Niko
- Sari Siikander – Kristiina